# گلنفینان
گلنفینان یک روستا در منطقه لوچابر، و در منطقه کوهستانی اسکاتلند است. این روستا در انتهای شمالی شهر لوچ شیل، در پای گلنفینان واقع شده است.